# Palmerston (Australia)
Palmerston è una città situata nel Territorio del Nord, in Australia; essa si trova 20 chilometri ad ovest di Darwin e 1.480 chilometri a nord di Alice Springs ed è la sede della Città di Palmerston. Al censimento del 2006 contava 23.614 abitanti.